# Лука (мультфильм)
«Лу́ка» (англ. Luca) — американский компьютерно-анимационный фэнтезийный комедийно-драматический фильм о взрослении производства киностудии «Pixar», премьера которого состоялась 17 июня 2021 года. Режиссёром фильма выступил Энрико Касароса, сценаристами выступили Майк Джонс и Джесси Эндрюс, а продюсером Андреа Уоррен. В озвучивании фильма приняли участие Джейкоб Тремблей, Джек Дилан Грейзер, Эмма Берман, Марко Барричелли, Саверио Раймондо, Майя Рудольф и Джим Гаффиган. Фильм посвящён итальянскому композитору Эннио Морриконе, который изначально должен был стать автором саундтрека, но умер до того, как его попросили об этом.
Действие фильма разворачивается на итальянской Ривьере, в центре сюжета Лука Пагуро, юный мальчик-морское чудовище, способный принимать человеческий облик на суше, который исследует город Портороссо со своим новым лучшим другом Альберто Скорфано, переживая изменяющее жизнь летнее приключение. Лука черпает вдохновение из детства Касаросы в Генуе; несколько художников Pixar были отправлены на Итальянскую Ривьеру собирать исследования итальянской культуры и окружающей среды. Морские чудовища, «метафора ощущения себя другими», были в значительной степени основаны на старых итальянских региональных мифах и фольклоре. Как и в случае с La Luna, дизайн и анимация были вдохновлены рисованными и остановленными работами, а также стилем Хаяо Миядзаки. Касароса описал результат как фильм, который «отдаёт дань уважения Федерико Феллини и другим классическим итальянским режиссёрам, с примесью Миядзаки».
Премьера «Луки» состоялась в аквариуме Генуи 13 июня 2021 года, и первоначально предполагалось, что театральный релиз в США состоится 18 июня 2021 года. Однако в ответ на продолжающуюся пандемию COVID-19 фильм был выпущен сразу на Disney+ вместе с одновременным ограниченным прокатом в Эль-Капитан. Он также был выпущен в кинотеатрах в странах, где нет потокового сервиса.
Фильм получил в целом положительные отзывы критиков, с похвалой за его визуальные эффекты, озвучку и ностальгические ощущения. Это также был самый просматриваемый потоковый фильм 2021 года, который был просмотрен более 10,6 миллиарда минут. На 94-й церемонии вручения премии «Оскар» фильм был номинирован на лучший полнометражный анимационный фильм, но уступил мультфильму «Энканто». Соответствующий короткометражный фильм с Альберто в главной роли под названием «Чао, Альберто» был выпущен на Disney+ 12 ноября 2021 года.

## Сюжет
Фильм начинается с того, как два рыбака обсуждают морских чудовищ. Позже на них нападает монстр, и крадёт у них карту и граммофон.
Двенадцатилетний морской монстр Лу́ка Пагуро живёт спокойной жизнью, работая пастухом для рыб, пока не находит будильник и карту, упавшие с лодки людей. Лука мечтает выйти на сушу, однако его зовёт на обед его мать и запрещает ему интересоваться земной жизнью, поскольку считает, что это опасно. Лука приходит на то место где нашел вещи и встречает ещё одного морского монстра Альберто Скорфано. Альберто забирает вещи у Луки и выходит на сушу на его глазах. Альберто, при помощи палки Луки, вытаскивает его из воды, однако, превратившись в человека, Лука пугается и уходит снова в океан.
На следующий день, Лука приплывает на то же место и, благодаря Альберто, выходит на сушу. Ввиду наличия гравитации, Альберто учит Луку ходить, и показывает ему свой дом, оборудованный в старом маяке. Оказывается, что именно Альберто воровал у людей их предметы и коллекционировал у себя дома. Альберто показывает Луке мопед фирмы «Веспа», после чего они начинают его собирать из подручных средств. За несколько дней они собирают Веспу и скатываются на ней с трамплина и падают в воду. Тем временем родители Луки узнают, что он был на суше, и хотят отправить его на дно океана к его Дяде Уго. Лука сбегает из дома, и рассказывает об этом Альберто, и они решают сбежать в город людей — Портороссо, для того, чтобы купить там Веспу и стать свободными. Там они встречаются с Эркиле — местным хулиганом, считающим Портороссо его городом. Эркиле нападает на Луку и пытается окунуть Луку в фонтан. На помощь героям приходит Джулия Марковальдо. Она им рассказывает, что в Портороссо будет проводиться гонка и на приз можно купить Веспу. Они создают команду и называют её «Горе луковое». Джулия приводит героев домой, где её отец Массимо готовит им еду и сомневается в гонке. Однако Джулия уговаривает отца помочь, а Лука и Альберто помогают ему с рыбой. Герои готовятся к гонке, и во время подготовки, Джулия раскрывает Луке многие факты о мире, в котором они живут, что выражает у Луки желание пойти в школу. Альберто забирает Луку и обсуждает с ним школу, и считает, что туда идти незачем. Неожиданно, на них нападает Эркиле, и они сбегают. Тем временем, родители Луки выбираются на поверхность и начинают поиски Луки. В последний день перед гонкой, ревность Альберто к Джулии превышает предел и он скатывается вместе с Лукой с горы, в результате чего они падают в море. Лука осуждает Альберто за его действия, и сообщает ему, что он всё равно пойдет в школу, что приводит к драке между ними. Прибегает Джулия и разнимает ребят. Альберто специально заходит в воду и раскрывает Джулии то, что он является морским чудовищем. Лука делает вид, что не знал об этом и сбегает вместе с Джулией. В доме Массимо, во время разговора, Джулия обливает Луку водой из стакана, и узнав, что он также является морским чудовищем, советует им бежать, потому что весь город охотится на них.
Лука отправляется к Альберто, и узнаёт, что его отец бросил его и что он долгое время жил на маяке один. Альберто прогоняет Луку, однако последний заявляет, что он в любом случае отправится на гонку. На гонке, Лука проходит первые два этапа. Во время последнего этапа, связанного с гонкой на велосипеде, начинается дождь и Луке приходится постоянно прятаться. Внезапно, на трассе появляется Альберто с зонтом, однако на него нападает Эркиле. В результате столкновения, зонтик вылетает из рук Альберто, в результате чего, он прилюдно превращается в морское чудовище. Эркиле замечает это и бросает на него сетку, однако Лука, раскрывая всем внешность монстра, спасает Альберто и отправляется с ним к воде. Эркиле начинает за ними погоню, однако Джулия специально врезается в велосипед Эркиле, в результате чего Эркиле падает с велосипеда. Лука и Альберто останавливают велосипед и подбегают к Джулии. Массимо, увидев морских чудовищ, хватает гарпун и направляется к чудовищам, однако узнаёт в них Луку и Альберто. Все жители города узнают, что герои являются морскими чудовищами, в результате чего их окружают. На них нападает Эркиле, и заявляет, что их все боятся только потому, что они морские чудовища. Массимо заступается за Луку и Альберто и замечает, что ребята пересекли финишную линию и победили в гонке. Друзья Эркиле, после унижений в их сторону, бросают Эркиле в фонтан. Жители города поздравляют победителей и принимают монстров такими, какие они есть. На полученные деньги, герои покупают старую Веспу и катаются на ней по городу.
Лука и Альберто провожают Джулию на поезд в школу. После этого, Лука узнаёт, что Альберто продал Веспу ради билета на поезд. Альберто отдаёт ему билет, а его родители, будучи уговорёнными Альберто, предостерегают сына, чтобы он не забывал связываться с ними. Лука садится на поезд, однако замечает, что у Альберто нет вещей. Альберто объясняет ему, что Массимо предложил ему остаться в Портороссо и попросил Луку перевести ему фразу, впервые выученную вместе с Лукой до похода в Портороссо. Лука отъезжает от города, и взглянув последний раз на маяк, где они впервые с Альберто собрали Веспу, отправляется в школу.

## Персонажи
- Лука Пагуро — мальчик, на которого влияет его новообретенный лучший друг Альберто Скорфано. Стройный, со светлой кожей, румяными щеками, карими глазами и волнистыми темно-каштановыми волосами. Носит рубашку на пуговицах цвета слоновой кости в полоску бирюзового цвета с закатанными до локтей рукавами и синие шорты.
- Альберто Скорфано — мальчик, живущий на итальянском острове Изола-дель-Маре без родительского опекуна. Стройный и мускулистый, с загорелой кожей и светлыми веснушками, ярко-зелеными глазами и вьющимися золотисто-каштановыми волосами, уложенными ввысь и зачесанными на завиток. Носит желтую майку и коричневые шорты, поддерживаемые веревкой.
- Джулия Марковальдо — 13-летняя девочка с рыжими короткими вьющимися волосами, карими глазами и слегка загорелой кожей с веснушками, проживающая на лето со своим отцом Массимо в Портороссо. Носит голубую шапку, футболку в красно-оранжевую и белую полоску, бирюзовые джинсы с синей заплаткой на правом колене и коричневые сандалии.
- Массимо Марковальдо — крупный взрослый итальянец с загорелой кожей, короткими каштановыми волосами, густыми бровями, закрывающими глаза, и короткими усами, закрывающими рот.  Родился без правой руки. Носит светло-желтый свитер с короткими рукавами и коричневые брюки. У него также есть татуировка морского чудовища на левой руке.
- Макиавелли — крупный кот с черно-белой шерстью (белая передняя половина и черная задняя половина).  У него черные уши, черная морда и черный участок шерсти на передней левой ноге, а вся задняя половина тела белая.

## Роли озвучивали
| Актёр              | Роль                                              |
| ------------------ | ------------------------------------------------- |
| Джейкоб Трамбле    | Лука Пагуро морской монстр                        |
| Джек Дилан Грейзер | Альберто Скорфано морской монстр                  |
| Эмма Берман        | Джулия Марковальдо подруга Луки и Альберто        |
| Саверио Раймондо   | Эрколе Висконти противник Джулии, Луки и Альберто |
| Майя Рудольф       | Даниэлла Пагуро мать Луки                         |
| Джим Гэффиган      | Лоренцо Пагуро отец Луки                          |
| Марко Барричелли   | Массимо Марковальдо отец Джулии                   |
| Сэнди Мартин       | бабушка Луки                                      |
| Джакомо Джанниотти | Джакомо молодой рыбак                             |
| Луиджи Ла Моника   | Томмасо старый рыбак                              |
| Лоренцо Криши      | Гвидо напарник Эрколе                             |
| Питер Сон          | Чиччо напарник Эрколе                             |
| Саша Барон Коэн    | Уго дядя Луки                                     |
| Франческа Фанти    | Маджоре полицейская                               |
| Элиза Габриелли    | Консетта Арагоста                                 |
| Мими Мэйнард       | Пинучча Арагоста                                  |
| Марина Массирони   | сеньора Марсильезе судья в гонках Портороссо      |
| Джонатан Николс    | священник                                         |
| Джим Пирри         | мистер Бранзино                                   |
| Энрико Касароса    | злой рыбак                                        |

## Создание

### Разработка

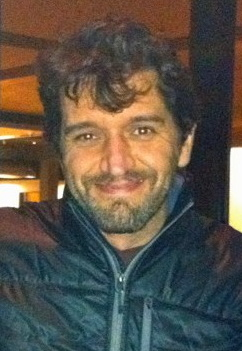
Режиссёр Энрико Касароса

В июле 2020 года Pixar анонсировал новый фильм «Лука», который описывается как «История взросления в Италии», режиссёром которого является Энрико Касароса, а продюсером Андреа Уоррен. Это полнометражный режиссёрский дебют Касаросы, также ранее он снял короткометражный фильм «Луна», номинированный на премию Оскар в 2011 году.
Касароса описывает Луку как «глубокую личную историю», вдохновлённую его собственным детством в итальянском городе Генуя. Главный герой, основан на нём самом, а Альберто — на его лучшем друге. Режиссёр говорил: «Я провел лето на пляжах… Я встретил своего лучшего друга, когда мне было 11 лет. Я был очень застенчивым и считал этого задиру ребёнком, у которого была совсем иная жизнь. Я хотел снять фильм о дружбе, которая помогает тебе повзрослеть». По словам Касаросы, в результате получился фильм, который отдает дань уважения Федерику Феллини и другим классическим итальянским режиссёрам, имеет что-то общее со стилем Миядзаки и посвящён теме дружбы.
Чтобы подготовиться к созданию фильма, «Pixar» отправил нескольких художников фильма в Итальянскую Ривьеру в исследовательскую поездку, во время которой они фотографировали пейзаж и людей. История фильма уходит корнями в 50-е и 60-е годы XX века, которые Касароса описал как «золотой век, который ощущается вне времени», с музыкой и стилистикой, вдохновлёнными тем периодом, чтобы запечатлеть немного этой безвременности лета.
Морские монстры, представленные в фильме, были основаны на местном фольклоре и маленьких легендах о морских драконах, существах, которые либо приходят на помощь, либо втягивают в неприятности. Касароса сказал: «Я всегда находил старых морских монстров на картах очень увлекательными. Тайна моря была особенно представлена в странных существах, которых мы привыкли рисовать. И в этой области существует множество замечательных мифов» Он также заявил, что морское чудовище — это «метафора ощущения себя иначе».
Изначально полное имя главного героя, Лука Портороссо, было отсылкой к фильму Миядзаки «Порко Россо», которому фильм отдает дань уважения. В финальном варианте фамилия Луки — Пагуро (в переводе с итальянского «краб-отшельник»), а Портороссо стал названием деревни, в которой разворачиваются действия фильма.

### Сценарий
В июле 2020 года Майк Джонс объявил, что он будет работать над сценарием вместе с Джесси Эндрюсом.

### Анимация
Во время исследовательской поездки Динна Марсильез, арт-директор фильма, заметила, что за ними наблюдали любопытные зрители, и решила добавить это в дизайн персонажей. Была вылеплена глиняная фигура морского чудовища Луки, чтобы помочь в создании дизайна персонажа.

### Музыка
Первоначально Касароса хотел, чтобы популярный итальянский композитор Эннио Морриконе написал музыку к фильму, но он умер 6 июля 2020 года, прежде чем его смогли попросить об этом. Фильм был посвящен его памяти.
1 апреля 2021 года было объявлено, что Дэн Ромер станет новым композитором фильма.

## Выпуск
Мультфильм «Лука» выпущен в США 18 июня 2021 года эксклюзивно на стриминговой платформе Disney+
Мультфильм вышел в прокат в Венгрии, Республике Корея и России 17 июня 2021 года, в Пакистане, Польше и ЮАР — 18 июня 2021 года, в Аргентине, Дании и Мексике — 21 марта 2024 года.

## Реакция

### Награды
Полный перечень наград и номинаций — на сайте IMDB.
| Награда                | Дата церемонии | Категория                  | Номинант | Результат | Прим.  |
| ---------------------- | -------------- | -------------------------- | -------- | --------- | ------ |
| People's Choice Awards | 7 декабря 2021 | Лучший семейный мультфильм | «Лука»   | Победа    | [ 17 ] |
| Золотой глобус         | 9 января 2022  | Лучший анимационный фильм  | «Лука»   | Номинация | [ 18 ] |
| Оскар                  | 27 марта 2022  | Лучший анимационный фильм  | «Лука»   | Номинация | [ 19 ] |

## Будущее
Энрико Касароса выразил заинтересованность в создании продолжения, которое было бы похоже на фильм «Ловушка для родителей» в том, что в нём рассказывалось бы о том, как Лука и Джулия пытаются сблизить Массимо с женой. Все актёры выразили заинтересованность в возвращении для съёмок продолжения.
21 сентября 2021 года Disney+ анонсировал выход нового короткометражного фильма «Чао, Альберто», действие которого происходит во вселенной «Луки». Фильм вышел 12 ноября 2021 года, режиссёр — МакКенна Джин Харрис, исполнительный продюсер — Энрико Касароса. 7-минутный фильм рассказал о жизни Альберто в Портороссо и об отношениях «морского монстра» с приёмным отцом — Массимо. Среди озвучивающих фильм был заявлен Джейкоб Трамбле, однако его персонаж Лука в фильме не появляется (звучит только голос).
В октябре 2022 года Касароса заявил, что в настоящее время у него пока нет планов на продолжение «Луки». Вместо него он пока что разрабатывает новый оригинальный фильм, предположительно для Pixar.